# Supperclub

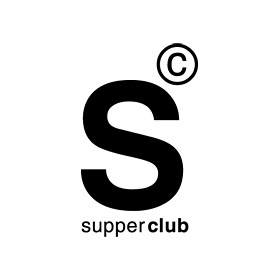
Logo van de Supperclub

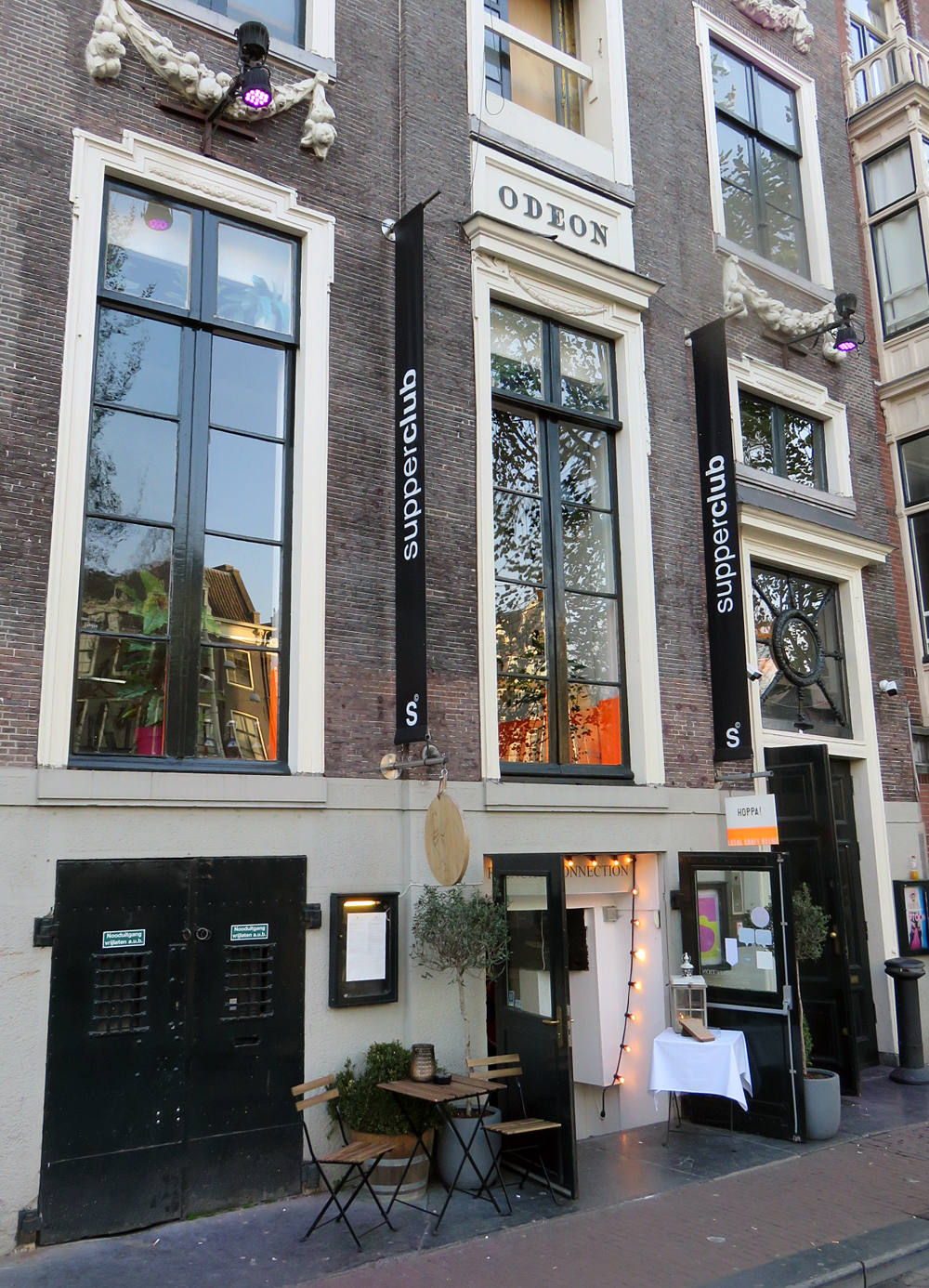
De Supperclub in het Odeongebouw aan het Singel in Amsterdam

De Supperclub is een bekende nachtclub in het centrum van Amsterdam, die van 1993 t/m 2015 gevestigd was in de Jonge Roelensteeg 21 en tegenwoordig in het Odeongebouw aan het Singel 460. Sinds september 2022 valt de Supperclub onder het overkoepelende merk Supper.

## Karakter
De Supperclub werd opgezet als "Galerie voor de Kookkunst" naar een idee van onder andere Thorwald Voss, die als chef-kok ook de diners verzorgde. Daarnaast werden kosten noch moeite gespaard voor extravagante decors en optredens, die vergelijkbaar waren met die in de roemruchte discotheek RoXY, iets verderop aan het Singel. 
Een andere bijzonderheid van de Supperclub waren de wc's, die niet zoals gebruikelijk naar man en vrouw, maar naar homo en hetero verdeeld waren. Na de verhuizing keerde deze indeling niet terug: in het huidige pand is er maar één wc-blok.
Hoewel gevestigd op een tamelijk obscure locatie, werd de Supperclub al snel een van de meest hippe Amsterdamse clubs, met name door het 'loungen', wat in de jaren negentig en rond het jaar 2000 de toonaangevende trend in het uitgaansleven was. Nieuw en kenmerkend waren de witte loungebedden, waarop men half liggend zowel kon dineren, drinken, als van het entertainment kon genieten.

## Uitbreiding en overname
Enkele vaste gasten uit het midden van de jaren negentig waren Harrie Wildeman, Micky Hoogendijk en Micha Klein, waarbij de laatste ook wel als VJ optrad. 
In 1999 werd de Supperclub overgenomen door horeca-ondernemer Bert van der Leden die het pand naar ontwerp van de bureaus Concrete en Laboratorivm grondig liet verbouwen en de club vervolgens onderbracht in zijn bedrijf IQ Creative, waar nog 12 Amsterdamse uitgaansgelegenheden onder vallen, zoals de restaurants Nomads, Nevel, Mazzo, Julius bar&grill en Happyhappyjoyjoy.
Onder leiding van Micky Hoogendijk als creatief directeur werd onder meer de loungemuziek uit de Supperclub uitgebracht op in totaal 10 cd's onder de titel Supperclub presents: Lounge. De zaak was toen dermate trendsettend geworden dat er vestigingen in onder andere Rome, Londen, Istanboel, Los Angeles, San Francisco, alsmede op Ibiza geopend werden.

## Verhuizing
In 2015 liep de huur van het pand aan de Jonge Roelensteeg af en liet pandeigenaar Kroonenberg Groep weten dat er een nieuwe (winkel)bestemming zou komen. Hierdoor moesten zowel de Supperclub, de in de kelder gevestigde cocktailbar/club Chapter 21 als de vestiging van kledingketen CoolCat aan de Kalverstraat het pand verlaten.
De Supperclub verhuisde naar het Odeongebouw aan het Singel, waar de voormalige concertzaal op de tweede verdieping werd omgebouwd tot een grote loungeruimte waarin de bedden werden geplaatst. De heropening vond plaats op 1 oktober 2015. 
In de begintijd werd de Supperclub vooral bezocht door hippe en trendy Amsterdammers, later kwamen er voor het overgrote deel toeristen. Na de verhuizing naar de nieuwe locatie wil de zaak zich weer meer richten op ruimdenkende mensen uit de kunst- en cultuurwereld en uit de trans- en gayscene.

## Nieuwe naam
Nadat de Supperclub in 2020 was overgenomen door Joeri Salet en Nick Bruynesteijn vierde de zaak in september 2022 zijn 30-jarig jubileum met de opening van het Supper Hotel in twee panden aan weerszijden van de club aan het Singel 460. Samen met de club, het restaurant, de cruise en de eigen kledinglijn werd het hotel onder een nieuw moederbedrijf genaamd Supper geplaatst.